# Dilmah
Dilmah (Ди́лма) — шриланкийский бренд чая, продаётся на международном уровне. Компания была основана в 1988 году Мерриллом Джозефом Фернандо. Имя Дилма было выбрано путём объединения первых имён сыновей Фернандо, Дилхана и Малика. Она продаёт чай в 100 странах, включая Эстонию, Великобританию, Турцию, Литву, Пакистан, Польшу, Россию, Венгрию, Канаду, Чили, Южную Африку, Австралию, Индонезию, Японию, Соединенные Штаты и Новую Зеландию. В 2009 году считалось, что Dilmah является шестым по величине брендом чая в мире.

## История
Основатель компании Меррил Фернандо родился в 1930 году в деревне Палланцено недалеко от Негомбо. Он переехал в Коломбо, где стал одним из цейлонских дегустаторов чая, обучившись в Минсинг-Лейн, Лондон.
В 1974 Фернандо купил свои первые чайные плантации, чтобы попробовать свои силы в производстве чая из Шри-Ланки, а в 1981 году основал Ceylon Tea Services Limited.
В 1985 году Меррил Фернандо убедил австралийского ритейлера супермаркетов Coles закупить свою марку чая Dilmah. В 1988 году мельбурнский магазин Coles начал выставлять чай Дилма на своих полках. В конце концов он появился в тридцати пяти других магазинах Coles в штате Виктория, а затем и в Woolworths. После, Dilmah стали экспортировать чай в Новую Зеландию и также Европу и Северную Америку. Сегодня Австралия составляет 10 процентов глобальных ежегодных розничных продаж Dilmah.
20 июля 2023 года Меррил Фернандо скончался, руководство компанией перешло в руки сыновей Фернандо..